# 武汉大学信息科学学部

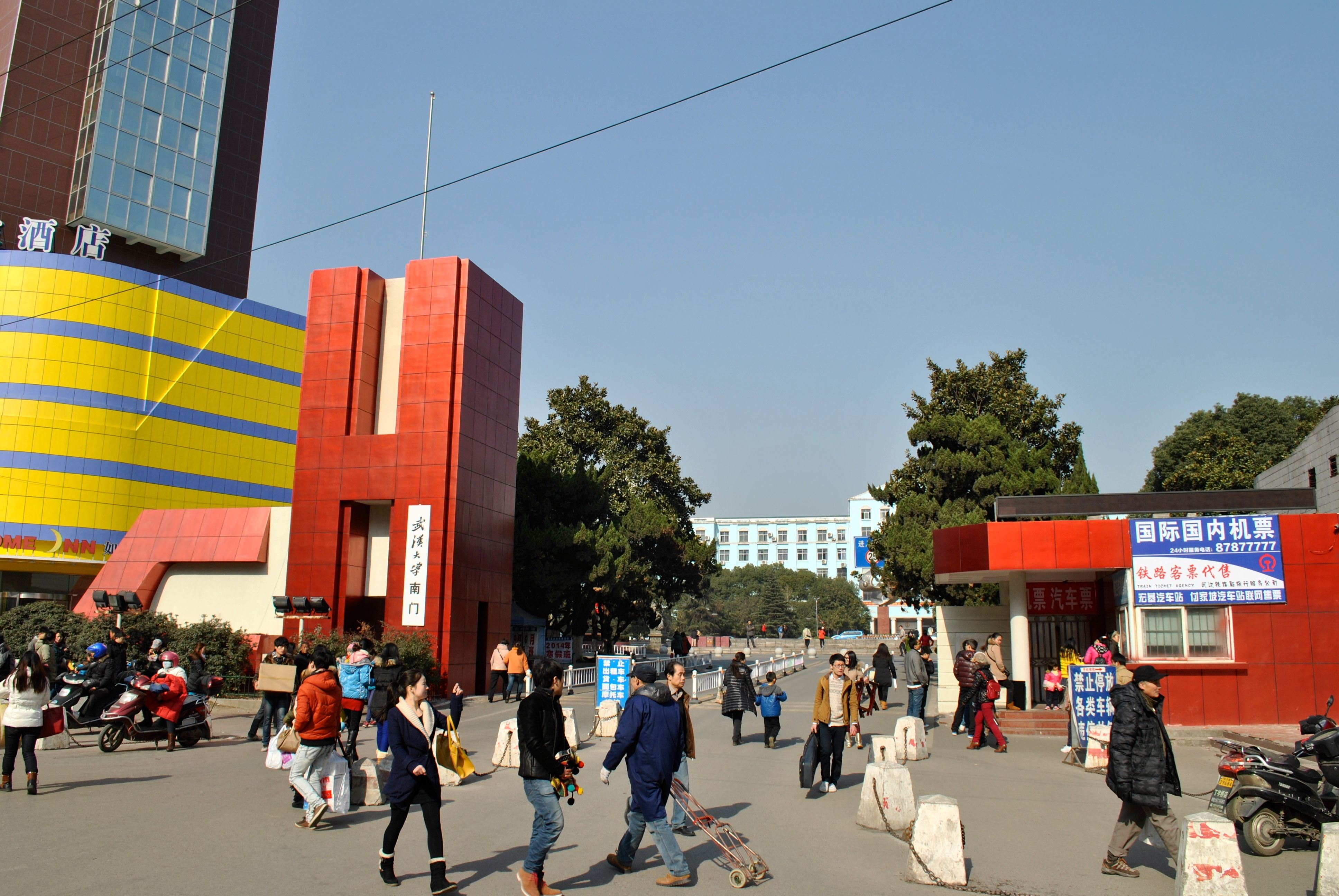
武汉大学信息学部大门

武汉大学信息科学学部（英文：Faculty of Information Sciences, Wuhan University ）是武汉大学的六个学部之一。沿用原武汉测绘科技大学的校园，校区被称为“竹园”。

## 所辖学院
信息科学学部包括：
- 计算机学院
- 遥感信息工程学院
- 电子信息学院
- 国际软件学院
- 测绘学院
- 印刷与包装系

信息科学学部所辖的学院中除电子信息学院、计算机学院（位于文理学部的茶港）和国际软件学院（使用原湖北经济学院校园）外，其余学院均位于其余位于信息学部校区。

## 所辖刊物
信息科学学部有一刊物：《武汉大学学报（信息科学版）》。